# مراد اولکر
مراد اولکر (انگلیسی: Murat Ülker) (زاده ۱۹۵۹) سرمایه‌دار، بازرگان و مدیر ارشد اجرایی اهل ترکیه است، که در حال حاضر به‌عنوان مالک و رئیس هیئت مدیره هولدینگ ییلدیز و عمدتاً در بخش مواد غذایی فعالیت می‌کند. برند مشهور اولکر از جمله محصولات شرکتهای زیر مجموعه این هولدینگ است.
بر اساس اعلام نشریه فوربز در سال ۲۰۱۶ با ۲.۹ میلیارد دلار ثروت شخصی ثروتمندترین شهروند ترکیه بوده است.

## گرایش سیاسی
هولدینگ ییلدیز و شخص مراد اولکر در تقسیم‌بندی مرسوم در اقتصاد سیاسی ترکیه در زمره سرمایه‌های اسلام‌گرا دسته‌بندی می‌شوند. سرمایه‌هایی که از نظر سیاسی به جریانات اسلام‌گرای ترکیه نزدیکی داشته و در برابر سرمایه‌های لائیک، هولدینگ‌های جدیدتری به حساب می‌آیند.